# Lịch Dân quốc

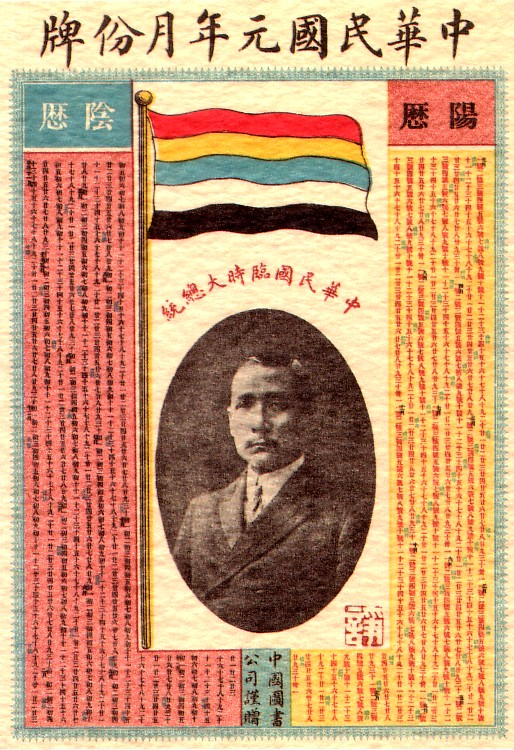
Một tờ lịch kỷ niệm năm đầu tiên của nền Cộng hòa cũng như cuộc bầu cử của Tổng thống lâm thời Tôn Trung Sơn,.

16/7/2010 nguyên Dân quốc hay Lịch Dân quốc (phồn thể: 民國紀元; giản thể: 民国纪元; pinyin: Mínguó Jìyuán) là loại lịch đang được sử dụng ở Đài Loan bởi chính quyền và những phần lãnh thổ khác mà Trung Hoa Dân Quốc kiểm soát. Lịch Dân quốc đã từng được sử dụng ở Trung Hoa đại lục từ năm 1912 cho đến năm 1949 trước khi nhà nước Cộng hòa Nhân dân Trung Hoa thành lập.
Thời phong kiến, Trung Quốc có truyền thống sử dụng niên hiệu hoàng đế và năm tại vị để đánh số năm. Kế thừa truyền thống đó,Trung Hoa Dân Quốc sử dụng niên hiệu Dân quốc (phồn thể: 民國; giản thể: 民国; pinyin: Mínguó) để đánh số năm trong những tài liệu chính thức. Theo đó, năm đầu tiên là 1912, tức là năm thành lập nền Trung hoa Dân quốc. Ví dụ, năm 2025 là năm Dân quốc thứ 114. Tháng và ngày được đánh số theo lịch Gregorius.

## Quá trình hình thành
Ngày 1 tháng 1 năm 1912, chính quyền Trung Hoa Dân Quốc thông qua lịch Gregorius (Tây lịch), và dùng cho các hoạt động thương mại, nhưng đại bộ phận dân chúng tiếp tục sử dụng lịch truyền thống (Âm lịch).Từ 1916 đến 1921, Trung Quốc bị kiểm soát bởi các lãnh chúa được các thế lực thuộc địa nước ngoài ủng hộ. Từ khoảng năm 1921 cho đến năm 1928, các lãnh chúa tiếp tục chiến đấu ở miền bắc Trung Quốc, nhưng chính phủ Quốc Dân Đảng đã kiểm soát miền nam Trung Quốc và tiếp tục sử dụng lịch Gregorius. Sau khi Quốc Dân Đảng thành lập lại Trung Hoa Dân Quốc vào ngày 10 tháng 10 năm 1928, lịch Gregorius được chính thức thông qua, có hiệu lực từ ngày 1 tháng 1 năm 1929. Cộng hòa Nhân dân Trung Hoa tiếp tục sử dụng lịch Gregorius từ năm 1949.
Mặc dù đã thông qua lịch Gregorius, nhưng việc tính số năm vẫn là một vấn đề. Truyền thống Trung Quốc là sử dụng niên hiệu của hoàng đế và năm trị vì. Một giải pháp thay thế là sử dụng triều đại của vị vua Hoàng Đế, một vị vua nửa lịch sử, nửa huyền thoại vào thiên niên kỷ thứ ba TCN, để tính số năm. Vào đầu thế kỷ 20, một số người Trung Quốc ủng hộ chế độ Cộng hòa bắt đầu tán thành phương pháp này. Do đó số năm sẽ được độc lập với niên hiệu của hoàng đế.
Khi Tôn Trung Sơn trở thành Tổng thống Lâm Thời của Trung Hoa Dân Quốc, ông đã gửi điện tín cho các nhà lãnh đạo của tất cả các tỉnh và tuyên bố ngày 13 tháng 11 năm thứ 4609 của vị vua Hoàng Đế (tương ứng với ngày 1 tháng 1 năm 1912) là năm Dân quốc đầu tiên. Ý định ban đầu của lịch Dân quốc là tiếp nối thông lệ phong kiến trong việc đánh số năm dựa vào niên hiệu hoàng đế đang trị vì, một thông lệ phổ biến ở Trung Quốc. Sau khi thành lập nước Cộng hòa, do thiếu đi một vị hoàng đế, họ quyết định sử dụng năm thành lập chính thể hiện tại để đánh số năm. Phương pháp mới này làm giảm những nhược điểm của phương pháp cũ. Trong lịch sử, không có vị Hoàng đế nào trị vì hơn 61 năm, do đó niên hiệu thường xuyên thay đổi. Vị vua cai trị lâu đời nhất trong lịch sử Trung Quốc là Khang Hi từ năm 1662-1722 (năm Khang Hi 61). (Hoàng đế Càn Long đã thoái vị vào năm 1795, tức là năm Càn Long 60, nhưng niên hiệu của Càn Long vẫn được sử dụng không chính thức cho đến khi ông qua đời năm 1799 tức là năm Càn Long 64).
Cũng giống như các niên hiệu hoàng đế Trung Quốc thời phong kiến, năm Dân quốc (民國 Mínguó, "Republic") cũng có 2 chữ là chữ viết tắt của Trung Hoa Dân quốc (中華民國 Zhōnghuá Mínguó). Năm 1912 là năm Dân quốc đầu tiên, được gọi là Dân quốc Nguyên niên 民國 元年 (Mínguó Yuánnián) và năm 2010, "năm Dân quốc thứ 99" là 民國 九十 九年, 民國 99 年, hoặc đơn giản là năm 99.
Ngoài lịch Dân quốc, người Đài Loan tiếp tục sử dụng âm lịch cho một số công việc nhất định như ngày lễ, tính tuổi người và các mục đích tôn giáo.

## Sự tương đồng với Triều Tiên và Nhật Bản
Cách tính năm của lịch Dân quốc cũng giống như lịch Chủ thể của CHDCND Triều Tiên, lấy năm sinh của nhà sáng lập Kim Nhật Thành (1912) là năm đầu tiên. Nhật Bản trong thời kỳ Đại Chính (30 tháng 7 năm 1912 đến ngày 25 tháng 12 năm 1926) cũng tính số năm bắt đầu từ 1912 giống như lịch Dân quốc.

## Lập luận chống lại
Việc sử dụng lịch Dân quốc vượt ra ngoài các tài liệu chính thức. Có nhiều khả năng hiểu sai năm trong trường hợp tiền tố (ROC hoặc 民國) bị bỏ qua.
Một số đảng chính trị ở Đài Loan ủng hộ phong trào độc lập Đài Loan, chẳng hạn như Đảng Dân chủ Tiến bộ đề xuất các nhà lập pháp bãi bỏ lịch Dân quốc nhằm ủng hộ lịch Gregorius.

## Mối quan hệ với lịch Gregorius (Tây lịch)
| Năm Dân quốc | 1    | 2    | 3    | 4    | 5    | 6    | 7    | 8    | 9    | 10   |
| ------------ | ---- | ---- | ---- | ---- | ---- | ---- | ---- | ---- | ---- | ---- |
| Năm Tây lịch | 1912 | 1913 | 1914 | 1915 | 1916 | 1917 | 1918 | 1919 | 1920 | 1921 |
| Năm Dân quốc | 11   | 12   | 13   | 14   | 15   | 16   | 17   | 18   | 19   | 20   |
| Năm Tây lịch | 1922 | 1923 | 1924 | 1925 | 1926 | 1927 | 1928 | 1929 | 1930 | 1931 |
| Năm Dân quốc | 21   | 22   | 23   | 24   | 25   | 26   | 27   | 28   | 29   | 30   |
| Năm Tây lịch | 1932 | 1933 | 1934 | 1935 | 1936 | 1937 | 1938 | 1939 | 1940 | 1941 |
| Năm Dân quốc | 31   | 32   | 33   | 34   | 35   | 36   | 37   | 38   | 39   | 40   |
| Năm Tây lịch | 1942 | 1943 | 1944 | 1945 | 1946 | 1947 | 1948 | 1949 | 1950 | 1951 |
| Năm Dân quốc | 41   | 42   | 43   | 44   | 45   | 46   | 47   | 48   | 49   | 50   |
| Năm Tây lịch | 1952 | 1953 | 1954 | 1955 | 1956 | 1957 | 1958 | 1959 | 1960 | 1961 |
| Năm Dân quốc | 51   | 52   | 53   | 54   | 55   | 56   | 57   | 58   | 59   | 60   |
| Năm Tây lịch | 1962 | 1963 | 1964 | 1965 | 1966 | 1967 | 1968 | 1969 | 1970 | 1971 |
| Năm Dân quốc | 61   | 62   | 63   | 64   | 65   | 66   | 67   | 68   | 69   | 70   |
| Năm Tây lịch | 1972 | 1973 | 1974 | 1975 | 1976 | 1977 | 1978 | 1979 | 1980 | 1981 |
| Năm Dân quốc | 71   | 72   | 73   | 74   | 75   | 76   | 77   | 78   | 79   | 80   |
| Năm Tây lịch | 1982 | 1983 | 1984 | 1985 | 1986 | 1987 | 1988 | 1989 | 1990 | 1991 |
| Năm Dân quốc | 81   | 82   | 83   | 84   | 85   | 86   | 87   | 88   | 89   | 90   |
| Năm Tây lịch | 1992 | 1993 | 1994 | 1995 | 1996 | 1997 | 1998 | 1999 | 2000 | 2001 |
| Năm Dân quốc | 91   | 92   | 93   | 94   | 95   | 96   | 97   | 98   | 99   | 100  |
| Năm Tây lịch | 2002 | 2003 | 2004 | 2005 | 2006 | 2007 | 2008 | 2009 | 2010 | 2011 |
| Năm Dân quốc | 101  | 102  | 103  | 104  | 105  | 106  | 107  | 108  | 109  | 110  |
| Năm Tây lịch | 2012 | 2013 | 2014 | 2015 | 2016 | 2017 | 2018 | 2019 | 2020 | 2021 |
| Năm Dân quốc | 111  | 112  | 113  | 114  | 115  | 116  | 117  | 118  | 119  | 120  |
| Năm Tây lịch | 2022 | 2023 | 2024 | 2025 | 2026 | 2027 | 2028 | 2029 | 2030 | 2031 |
| Năm Dân quốc | 121  | 122  | 123  | 124  | 125  | 126  | 127  | 128  | 129  | 130  |
| Năm Tây lịch | 2032 | 2033 | 2034 | 2035 | 2036 | 2037 | 2038 | 2039 | 2040 | 2041 |
| Năm Dân quốc | 131  | 132  | 133  | 134  | 135  | 136  | 137  | 138  | 139  | 140  |
| Năm Tây lịch | 2042 | 2043 | 2044 | 2045 | 2046 | 2047 | 2048 | 2049 | 2050 | 2051 |
| Năm Dân quốc | 141  | 142  | 143  | 144  | 145  | 146  | 147  | 148  | 149  | 150  |
| Năm Tây lịch | 2052 | 2053 | 2054 | 2055 | 2056 | 2057 | 2058 | 2059 | 2060 | 2061 |
| Năm Dân quốc | 151  | 152  | 153  | 154  | 155  | 156  | 157  | 158  | 159  | 160  |
| Năm Tây lịch | 2062 | 2063 | 2064 | 2065 | 2066 | 2067 | 2068 | 2069 | 2070 | 2071 |
| Năm Dân quốc | 161  | 162  | 163  | 164  | 165  | 166  | 167  | 168  | 169  | 170  |
| Năm Tây lịch | 2072 | 2073 | 2074 | 2075 | 2076 | 2077 | 2078 | 2079 | 2080 | 2081 |

## Máy tính hỗ trợ
Từ việc phát hành của Java 8, lịch Dân quốc được hỗ trợ API ngày và giờ mới.
Dựa trên tiêu chuẩn quốc gia Trung Quốc CNS 7648: Các phần tử dữ liệu và các định dạng liên kết-trao đổi thông tin-đại diện của ngày và giờ (tương tự như ISO 8601), việc đánh số năm có thể sử dụng hệ thống Gregorius hoặc năm Dân quốc ROC. Ví dụ, ngày 3 tháng 5 năm 2004 có thể được viết ngày 3 tháng 5 năm 2004 hoặc ROC 93-05-03.